# Rodolfo Kratzenstein
Rodolfo Kratzenstein (Alemania - Buenos Aires) fue un fotógrafo, retratista y litógrafo argentino de origen alemán.

## Biografía
Instaló un establecimiento en Buenos Aires. Tuvo a su cargo la realización de las litografías que ilustraron la primera Memoria de la Municipalidad de Buenos Aires, correspondiente a 1856 - 1857. Entre sus litografías con vistas de Buenos Aires sobresalen Palermo (1855) y Plaza del Parque (1857). Publicó retratos de importantes personalidades de la época. Hacia 1856, asociado a Saturnino Masoni, instaló un estudio fotográfico en la calle San Martín 48, especializado en electrotipos y papel albuminizado.
En 1863, ahora sin socio, trasladó su establecimiento fotográfico y litográfico a la calle San Martín 67. En marzo de 1874, aparece asociado con G. H. Alfeld en la Imprenta, Litografía, Fotografía y Taller de encuadernación La Florida, que funcionaba en la calle Florida 80, según consta en un anuncio aparecido en el diario porteño La Pampa el 23 de marzo de ese año.